# Podněty katolíků k řešení situace věřících občanů v Československu
Petice Podněty katolíků k řešení situace věřících občanů v Československu, přezdívaná též jako Moravská výzva, byla největší petiční akcí v Československu před listopadem 1989. Jejím autorem je Augustin Navrátil a okruh dalších křesťanských aktivistů kolem nich, významně se na jejím šíření podílel např. Josef Adámek. Tento dokument, jehož návrhy, formulované do 31 bodů, představovaly ucelené kompletní řešení tehdejšího stavu v náboženské oblasti v ČSSR, byl sepsán 24. listopadu 1987; podpisová akce pak byla spuštěna 1. ledna 1988. 
Podnětem k sepsání dokumentu byla dlouhodobá arogance moci ze strany vládnoucích komunistů vůči věřícím a církvi. Například v dubnu 1986 napsal pražský arcibiskup František kardinál Tomášek dopis Naše aktuální problémy ministru kultury Klusákovi, v němž žádal zejména o novelizaci právních předpisů o církvích, které byly zastaralé a nejasné. Tento dopis byl však politiky zcela ignorován – Tomášek se (k lednu 1988) nedočkal odpovědi ani od Klusáka, ani od jeho nástupce Kymličky. Podobně dopadaly i jiné Tomáškovy dopisy – vládnoucími strukturami byl označován za „generála bez vojska“ a jeho požadavky nebyly podle komunistů pro řadové kněze a věřící podstatné. Navrátilovou snahou bylo tato tvrzení vyvrátit. Váhu více než šesti stům tisíců podpisů dodávalo též to, že mnozí signatáři nepatřili do okruhu věřících.

## Obsah petice
Celé znění dokumentu najdete na Wikizdrojích.
Hlavním cílem petice byla odluka církve od státu a modernizace právních předpisů, upravujících vztahy církve a státu. Dosud platné zákony byly totiž zastaralé – přijaty byly roku 1949 – a nereagovaly tak na vývoj v Československu, ani na zásadní reformu katolické církve a jejích struktur po II. vatikánském koncilu v letech 1962–5. Výběr z bodů petice:
- 1. Základním našim požadavkem je odluka církve od státu, z níž by vyplývalo, že stát se nebude vměšovat do organizace a činnosti církve. Z tohoto základního požadavku vyplývá většina ostatních našich návrhů, i když jejich dodržování by mělo být samozřejmé i v případě, kdy odluka církve od státu není.
- 2. Žádáme, aby státní orgány nebránily jmenování nových biskupů. Toto jmenování nových biskupů ať se stane vnitřní záležitostí církve, do níž by stát nezasahoval.

- 3. Žádáme, aby státní orgány nezasahovaly do jmenování kněží do duchovní správy farností. Všechna organizační opatření v této věci ať jsou převedena do sféry vnitřních záležitostí církevních.

- 4. Žádáme, aby státní orgány nezasahovaly do výběru a neurčovaly počet uchazečů studia na teologických fakultách a rovněž, aby nezasahovaly do výběru vyučujících.
- 7. Žádáme, aby byla obnovena činnost všech dosavadních mužských i ženských řeholních společností včetně přijímání nových členů, jako je to i v sousední NDR, Polsku a jinde.
- 10. Žádáme, aby bylo dovoleno navštěvovat kněžím vězení a nemocnice, když si to pacienti, vězni nebo jejich příbuzní přejí, ale i na základě vlastního přání kněze. Umožnit náboženské obřady ve věznicích a nemocnicích. Dovolit věřícím ve výkonu trestu nosit kříže a další náboženské symboly a také mít u sebe náboženskou literaturu. Umožnit jim zpověď a duchovní rozhovory s kněžími.
- 15. Žádáme, aby věřícím občanům byly v plném rozsahu zabezpečeny náboženské publikace podle skutečných potřeb věřících. Umožnit založení náboženských nakladatelství pod vedením církevních představitelů, povolit vydávání náboženských časopisů různého zaměření, povolit otevření veřejných knihoven a čítáren s náboženskou literaturou.
- 16. Žádáme, aby různé opisování a rozšiřování náboženských textů nebylo považováno za nedovolené podnikání nebo jiný trestný čin, nebo přečin.
- 22. Žádáme, aby byla umožněna stavba nových kostelů, tam kde je jich potřeba.
- 24. Žádáme, aby pravomoc církevních tajemníků byla vymezena na základě marxistické zásady, že „Církve se musí stát svobodnými na státní moci, nezávislými spolky občanů stejného smýšlení.“ Z tohoto důvodu ať je z pravomoci církevních tajemníků vyčleněna pravomoc zasahovat do jmenování, přeložení i výkonu činnosti duchovních a zasahovat do všech ostatních věcí, které ve většině demokratických států jsou vnitřní záležitostí církví. Nejlépe by však bylo, kdyby tato funkce byla zrušena.
- 25. Žádáme urychlenou a důslednou rehabilitaci nezákonně odsouzených kněží, řeholníků a aktivních náboženských laiků.
- 26. Žádáme zamezení diskriminace věřících křesťanů v zaměstnání, především ve školství.
- 28. Žádáme, aby byly zrušeny všechny právní předpisy, které neoprávněně kriminalizují značnou část náboženské činnosti duchovních i laiků.

## Šíření a podpora
Podněty věřících se velmi rychle šířily, což bylo ovlivněno více faktory – např. podporou Františka kardinála Tomáška, který byl jednak prvním signatářem, jednak k dokumentu napsal průvodní dopis, v němž mimo jiné uvádí, že je petice v naprostém souladu s Ústavou a platnými zákony. Věřícím též velmi důrazně připomněl, že „zbabělost a strach jsou nedůstojné opravdového křesťana“. Podpory se petici dostalo též ze strany Charty 77, jejíž mluvčí, Bohumír Janát a Stanislav Devátý, osobně předali 3. března 1988 kardinálu Tomáškovi dopis Vyjádření podpory podpisové petiční akci moravských katolíků k situaci věřících občanů, v němž dokumentu vyslovuje podporu a zároveň vyjadřuje politování nad mediální kampaní, která se snaží celou podpisovou akci, jakož i její jednotlivé aktéry, zdiskreditovat za pomocí lží a překrucování.
Stala se též tématem zahraničních médií, pravidelně se jí zabýval Hlas Ameriky, často též Svobodná Evropa nebo BBC. Z domácího samizdatu jí věnovaly pozornost třeba Lidové noviny.

### Počty signatářů
Petiční akce byla zahájena 1. ledna 1988. Již 25. ledna bylo pod prohlášením podepsáno na 170 tisíc Čechoslováků, 3. března bylo podpisů již na 400 000. V dubnu dosáhl počet signatářů již půl milionu (v čase oficiálního ukončení petiční akce je evidováno 510 090 podpisů), po oficiální uzávěrce dorazilo ještě okolo 100 tisíc podpisů. Celkem bylo pod peticí podepsáno nad 600 tisíc signatářů. Skutečný přesný počet však není možné zjistit, neboť se StB snažila centralizaci podpisových archů zabránit, jsou např. evidovány případy, kdy zastavila kněze, jedoucího do Prahy s osmi tisíci podpisy, archy mu zabavila a zlikvidovala.

### Kampaň proti petici
Chartisté ve svém dopise kardinálu Tomáškovi uvádějí: „Jedinou dosavadní reakcí ze strany státu byla novinová kampaň, jejíž autoři se snažili diskreditovat podpisovou akci lžemi, překrucováním historie, očerňováním čestných lidí (…) a zastrašit věřící tvrzením, že jde o činnost, která není v souladu s právním řádem.“ Rudé právo skutečně dne 20. února uvádělo, že podpisová akce není organizována církví, většina ordinářů se od ní distancuje. Byl to přitom český primas a pražský arcibiskup Tomášek, do jehož rukou přišly všechny podpisy. Je ovšem pravdou, že někteří duchovní, sdružení v kolaborantské a církví zakázané organizaci Pacem in terris proti akci brojili – příkladem může být banskobystrický biskup Jozef Feranec, který byl ovšem na svůj post dosazen státem, a to proti vůli církve. Ten zakázal kněžím své diecéze petici podporovat. Jeden z prominentů PIT, Štefan Onderko, ordinář v Košicích, dokonce žádal izolaci kardinála Tomáška. Většina kléru se však i přes výhrůžky přiklonila na stranu věřících, kteří k Podnětům připojili svůj podpis.
Sbírání podpisů čelilo též nevoli ze strany StB, která sebrané podpisy zabavovala a ty, kteří je sbírali, zatýkala a vyslýchala; avšak dosáhla tím přesně opačného efektu, než bylo jejím cílem, ochota podepisovat tím naopak stoupla.

## Dopady petiční akce
Vláda i bezpečnostní složky byly masovým podepisováním Podnětů zaskočeny a nebyly schopny na vzniklou situaci adekvátně reagovat. Tou dobou zřejmě státní moc pochopila, že pronásledovaná opozice dokáže najít značnou podporu mezi běžnými lidmi. Hlavnímu autorovi dokumentu Augustinu Navrátilovi byla 13. září 1988 okresním soudem v Kroměříži „přidělena“ diagnóza paranoia querulans, a to i přesto, že dva nezávislí švýcarští psychiatři, účastnící se soudního líčení, byli připraveni doložit, že je Navrátil zcela v pořádku. Prohlásili: „Nikdy na nás nepůsobil dojmem psychicky nemocného člověka, zejména ale chyběly zde zcela znaky schizofrenicko-paranoidního onemocnění.“ Soud se jejich názorem odmítl zabývat. Navrátil byl tímto rozsudkem zbaven svéprávnosti; v říjnu musel nastoupit na nucenou ústavní léčbu, která byla změněna na ambulantní až v únoru 1989.